# Vladimirovtsi
Vladimirovtsi (Bulgaars: Владимировци, Turks: Habibköy) is een dorp in het noordoosten van Bulgarije, gelegen in de gemeente Samoeil in oblast Razgrad. Het dorp ligt ongeveer 29 km ten oosten van de stad Razgrad en 304 km ten noordoosten van de hoofdstad Sofia.

## Bevolking
In de eerste volkstelling van 1934 registreerde het dorp 2.446 inwoners. Dit groeide tot een officiële hoogtepunt van 2.602 inwoners in 1965. Sindsdien neemt het inwonersaantal af. Op 31 december 2019 telde het dorp 1.064 inwoners. Vladimirovtsi is het op een na grootste dorp in de gemeente Samoeil.
Van de 1127 inwoners reageerden er 1083 op de optionele volkstelling van 2011. Van deze 1083 respondenten identificeerden 1017 personen zichzelf als Bulgaarse Turken (93,9%), gevolgd door 56 etnische Bulgaren (5,2%) en 7 etnische Roma (0,6%).
| Etnische samenstelling van de respondenten (2011) | Etnische samenstelling van de respondenten (2011) | Etnische samenstelling van de respondenten (2011) | Etnische samenstelling van de respondenten (2011) | Etnische samenstelling van de respondenten (2011) |
| ------------------------------------------------- | ------------------------------------------------- | ------------------------------------------------- | ------------------------------------------------- | ------------------------------------------------- |
|                                                   |                                                   |                                                   |                                                   |                                                   |
| Bulgaren                                          | Bulgaren                                          |                                                   | 5,2%                                              | 5,2%                                              |
| Turken                                            | Turken                                            |                                                   | 93,9%                                             | 93,9%                                             |
| Roma                                              | Roma                                              |                                                   | 0,6%                                              | 0,6%                                              |
| Anders/Onbekend                                   | Anders/Onbekend                                   |                                                   | 0,3%                                              | 0,3%                                              |

Van de 1.127 inwoners in februari 2011 werden geteld, waren er 157 jonger dan 15 jaar oud (13,9%), gevolgd door 779 personen tussen de 15-64 jaar oud (69,1%) en 191 personen van 65 jaar of ouder (16,9%).
Bogdantsi · Bogomiltsi · Choema · Charsovo · Goljam Izvor · Goljama Voda · Kara Michal · Krivitsa · Nozjarovo · Ptsjelina · Samoeil · Vladimirovtsi · Zdravets · Zjeljazkovets